# Coundon
Coundon – wieś w Anglii, w hrabstwie Durham. Leży 14 km na południe od miasta Durham i 365 km na północ od Londynu.